# Corgarff Castle

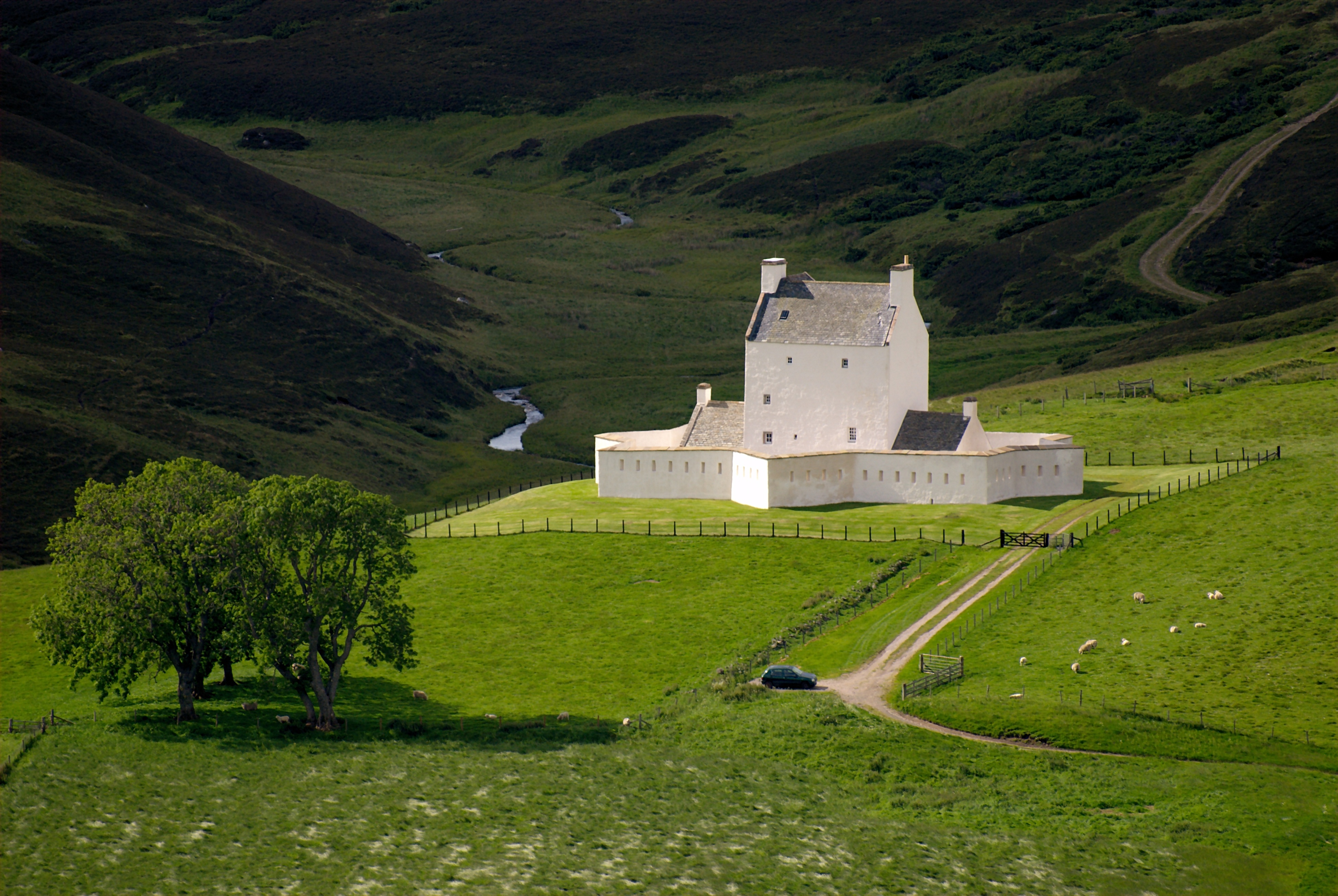
Corgarff Castle von Norden

Corgarff Castle liegt im Bereich der kleinen Gemeinde Corgarff in Aberdeenshire, Schottland, etwa zwölf Kilometer südöstlich von Tomintoul. Ihre strategische Position an der kürzesten Verbindung zwischen dem Großraum Edinburgh und der Speyside, später an der militärisch bedeutsamen Straße zwischen Blairgowrie und Fort George, der heutigen A939, bescherten der Burg eine wechselvolle Geschichte.

## Geschichte

### Frühe Geschichte
Der Erbauer von Corgarff Castle ist nicht eindeutig bestimmbar. 1507 wurden die Ländereien „Forest of Corgarff“ von Jakob IV. an Alexander Elphinstone (später 1. Lord Elphinstone) übergeben; dessen Enkel erhielt dieses Gebiet im Jahr 1546 als Geschenk zu seiner Hochzeit. Um 1550 ging das Gelände an John Forbes of Towie über; sowohl er als Elphinstones Enkel können die ursprüngliche Burg als Tower House mit Burgmauer errichtet haben. Der einstige Wohnturm war in Ausmaßen und Abmessungen dem heutigen Gebäude ähnlich, die Ringmauer jedoch viel einfacher gehalten und wahrscheinlich rechteckig.
Nach der Inhaftierung von Maria Stuart unterstützte die Familie Forbes die Ansprüche von Jakob VI. Der benachbarte Clan Gordon of Auchindoun bei Dufftown stand jedoch treu zu den Ansprüchen von Maria Stuart. Dies führte zu erheblichen Spannungen und einer Fehde zwischen den Clans Forbes und Gordon.
Im November 1571 versuchte Adam Gordon of Auchindoun, Corgarff Castle einzunehmen. Die männlichen Verteidiger waren abwesend, aber Margaret, die schwangere Frau von John Forbes, weigerte sich, die Burg zu übergeben. Sie schoss sogar einem Mitglied des Clan Gordon ins Knie. Der zornige Adam Gordon ließ daraufhin die Burg anzünden und alle Insassen umbringen. Alleine Margaret Forbes konnte sich retten und setzte sich nach Irland ab, wo sie später John Forbes’ Sohn Alexander zur Welt brachte.

### 17. Jahrhundert und Jakobitenaufstände
Ab 1607 diente die Burg als Versteck für eine Bande heimischer Banditen, die in der Gegend raubten und plünderten. Um 1626 vertrieb John Erskine, 18. Earl of Mar die Banditen und übernahm Corgarff Castle.
1645 spielte die Burg eine wichtige Rolle im Englischen Bürgerkrieg. James Graham, 1. Marquess of Montrose und Kommandeur der königlichen Truppen in Schottland, nutzte Corgarff Castle als Musterungsplatz für seine Soldaten.
Während des schottischen Jakobitenaufstandes von 1689 wurde Corgarff Castle erneut niedergebrannt. Die Jakobiten wollten verhindern, dass die Burg von Anhängern Wilhelm von Oraniens genutzt wurde.
1715 führte John Erskine, 23. Earl of Mar den Ersten Jakobitenaufstand an. Von Kildrummy Castle aus kam er nach Corgarff Castle, wo er seine Truppen für den weiteren Feldzug sammelte und aufrüstete. Nach dem verlorenen Aufstand wurde die Burg erneut niedergebrannt; die Besitzungen des Earls of Mar wurden beschlagnahmt.
Danach wurden die Burg von der Regierung an die Familie Forbes zurückgegeben. Doch schon 30 Jahre später, während des Zweiten Jakobitenaufstandes, wurde die Burg von den Jakobiten erneut genutzt, dieses Mal als Waffenlager. Eine durch den Schnee im Gewaltmarsch von Aberdeen herbeieilende, 400 Mann starke königliche Truppe konnte die Burg jedoch im Jahr 1746 im Handstreich einnehmen.
Ab 1748 wurde Corgarff Castle als Unterkunft für Regierungstruppen genutzt, die von hier aus die Highland Clearances zu überwachen und den Handel mit verbotenen Materialien zu unterbinden hatten. In der Burg war eine kleine Garnison stationiert, die aus einem Offizier sowie 50 Unteroffizieren und Soldaten bestand. Eine Hälfte der Truppe leistete den aktiven Dienst, während die Anderen in der Umgebung einquartiert waren. Zuerst als Besatzer verachtet, dauerte diese Ablehnung nicht lange an, wie Geburten auf Corgarff Castle beweisen. Der heutige Zustand der Burg stammt, von einigen kleineren Umbauten abgesehen, aus dieser Zeit. Die errichteten Verteidigungsmaßnahmen, vor allem die Bastion, wurden jedoch nie wieder benötigt.

### Viktorianische Zeit bis heute
Für die folgenden 50 Jahre blieben Truppen in der Burg stationiert, auch wenn deren Bedeutung sank und gegen Ende nur noch einige Invaliden den Dienst versahen. 1802 wurde Corgarff Castle an Privat abgegeben und als Farm genutzt. Im Jahr 1827 wurde sie erneut von der Regierung erworben und als Kaserne genutzt, um von hier aus illegale Whiskybrennereien und Schmuggler zu bekämpfen. Diese Nutzung dauerte bis 1831, danach stand die Burg leer und begann zu verfallen.
Später wurde die Burg von den Ross-Schwestern, genannt Castle Ladies bewohnt, die Corgarff Castle im Ersten Weltkrieg verließen.
Im Jahr 1947 kaufte die Familie Stockdale die umliegenden Ländereien. Sie begannen, die mittlerweile zur Ruine verkommene Burg zu restaurieren. 1961 wurde die Burg unter die Aufsicht des Staates gestellt; Historic Scotland übernahm die Verwaltung und versetzte die Anlage auf den Stand von etwa 1748.
1979 übereignete die Familie Stockdale den gesamten Besitz samt Burg an die Lonach Highland Friendly Society.

## Beschreibung

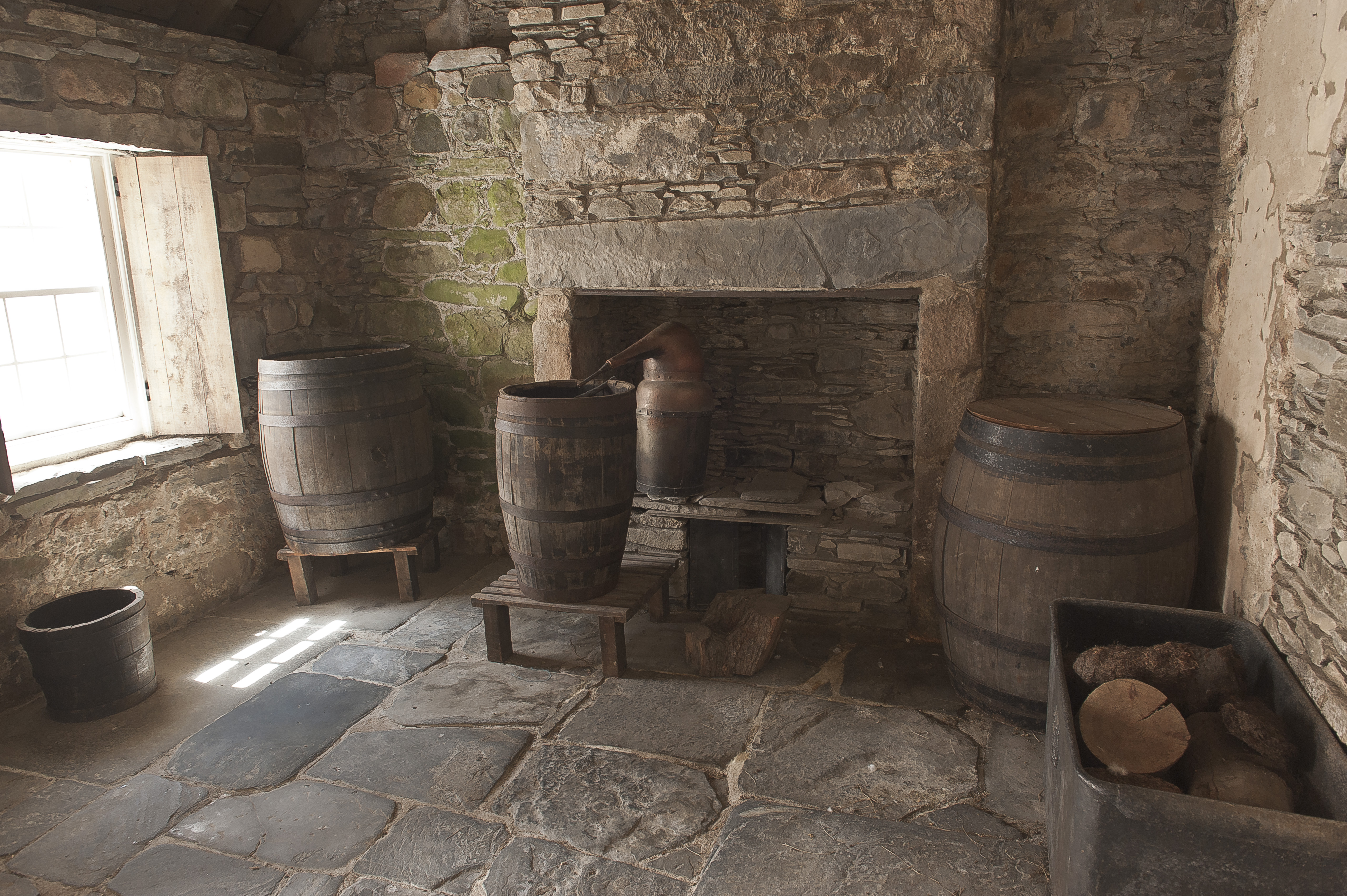
Whisky-Destille

Auch wenn durch die Umbaumaßnahmen des 18. Jahrhunderts nicht mehr viel von der ursprünglichen Substanz der Burg sichtbar ist, geben gerade die militärischen Unterlagen des Board of Ordnance eine gute Beschreibung des originalen Aussehens:
Ein rechteckiges Tower House, an der Basis etwa 12 m × 8 m messend und mit vier Stockwerken etwa 15 Meter hoch. Im Erdgeschoss zwei steinerne Gewölbekeller als Lagerräume, nur durch Schießscharten erhellt. Im ersten Stock der Zugang zur Burg sowie zwei ungleich große Räume: Die Halle mit kleinen Fenstern, einem großen Kamin und einem Aborterker sowie eine kleine Küche. Der zweite Stock war in zwei, die dritte Etage in drei jeweils etwa gleich große Räume unterteilt, die den Herren der Burg als private Gemächer dienten. Alle Stockwerke waren mit einer Wendeltreppe verbunden, als letzte Verteidigung diente eine Pechnase über dem Eingang. Die ganze Anlage war mit einer Ringmauer umgeben, innerhalb derer sich kleine Hütten befanden.
Auch die Umbaumaßnahmen sind dokumentiert:
Die Halle im ersten Stockwerk wurde als Wohn- und Schlafraum des kommandierenden Offiziers genutzt, ebenso als dessen Schreibstube und Büro. Die darüber liegenden Etagen wurden zu Soldatenunterkünften umgebaut. Unteroffiziere erhielten ein eigenes Bett, die Mannschaften mussten sich zu Zweit je ein Bett teilen. An den Turm wurden zwei einstöckige, flache, pavilion genannte Gebäude angebaut. Das westliche Gebäude enthielt Backstube und Brauhaus, im östlichen Bau waren Wachstube und Gefängnis untergebracht. Die vorhandene Ringmauer wurde abgerissen und gegen eine sternförmige, bastionsähnliche Mauer mit Schießscharten ersetzt.